# Armand Simonnot
Pour les articles homonymes, voir Simonnot.
Armand Simonnot, dit commandant « Théo », né à Saint-Léger-Vauban (Yonne) le 18 mars 1908, et mort au même lieu le 25 août 1984 à Avallon (Yonne), est un chef français de la Résistance française dans la Morvan, initiateur du maquis Vauban.

## Biographie
Né dans une famille de Morvandiaux montée à Paris, dont le père est employé de maison, Armand Simonnot voit le jour à Saint-Léger-Vauban et est élevé par ses grands-parents, modestes paysans au finage de Saint-Léger-Vauban. Dès 1924, il se retrouve à diriger seul les travaux de la ferme. La même année, il s'abonne à L'Humanité, et l'année suivante à la revue anarchiste Le Libertaire. Il milite à l'extrême gauche. Cette petite exploitation tombera en friche lors de son départ à l'armée en 1928.
De retour de l'armée, il fera plusieurs métiers : ouvrier agricole, bûcheron et charpentier. Il est installé au hameau de La Provenchère en 1934. Militant antifasciste, il est membre de la Ligue internationale des combattants de la paix et participe au congrès d'Angers en 1932 et adhère au Parti communiste français en 1933. Il devient membre de la direction fédérale de l'Yonne et pourra suivre des cours de l'école centrale paysanne communiste à Arcueil-Cachan.
À la déclaration de la Seconde Guerre mondiale, il est mobilisé dans la Marine, à bord du cuirassé Provence, et sera transféré dans les fusiliers marins. Il rentrera à Saint-Léger une fois démobilisé. 

### La Résistance
Les Allemands arrivent dans le canton de Quarré-les-Tombes le 17 juin 1940. À Saint-Léger-Vauban, la responsable communiste du secteur est Maria Valtat qui sera envoyée avec d'autres femmes dans un camp du Sud-Ouest, mais elle rentrera rapidement, son époux, Louis Valtat, sera interné dès la fin de l'année et elle prend contact avec la Résistance en zone libre. Elle va créer les premiers mouvements de Résistance dans l'Avallonnais : Avallon, Quarré-les-Tombes, Saint-Agnan, Saint-Brancher, Saint-Brisson. Elle est membre de l'OS (Organisation spéciale du Parti communiste). Elle reçoit chez elle René Roulot, responsable politique du département de l'Yonne, et Armand Simonnot de la même commune.
Il est membre du Front national de la Résistance française, et devient commandant du maquis le 2 mai 1944 qui compte alors cent quatre-vingt-deux patriotes et compte dans ses rangs une infirmière : le sergent-chef Suzanne Fontaine. Le maquis Vauban fera treize recrues en décembre 1944. Ils participeront à la Libération de Verdonnet (Côte-d'Or), l'occupation de Noyers, la Croix Pilate, le barrage de la patte d'oie à Vaucharmes, à Lichères-près-Aigremont, Chablis, Varennes et la jonction avec les blindés américains, et Courson-les-Carrières et la ville d'Auxerre. Simonnot passe ensuite dans le premier régiment du Morvan, le Royal-Morvan, que commande Adrien Sadoul. Il fera la campagne d'Alsace et d'Allemagne, sera cité à l'ordre du régiment. Il est démobilisé le 11 octobre 1945.

### Après-guerre
Maria Valtat, chargée d'établir à Auxerre les dossiers des FTP, demande à Simonnot de venir lui donner un coup de main. C'est bénévolement qu'il travaillera pendant quinze mois à cette réalisation. Il sera de juillet 1947 à mars 1948 responsable de la cantine d'une école de formation du bâtiment, et d'avril à novembre 1948, il participe à la reconstruction du Creusot. Marcel Valtat, le fils de Maria Valtat, propose à Armand Simonnot de devenir garde du corps de Charles Tillon, maire d'Aubervilliers, au mois de novembre 1948. Il accepte, et c'est le début d'une amitié indéfectible. Lors du procès que le Parti communiste fera à Charles Tillon, le 2 septembre 1952, Armand Simonnot restera à ses côtés et le suivra à Montjustin, dans les Alpes-de-Haute-Provence, où il restera dix ans. De retour à la Provenchère en 1962, il se lance dans la production de sapins. Il ne renouvelle pas sa carte au Parti. Charles Tillon lui remet les insignes de chevalier de la Légion d'honneur à titre militaire en présence d'anciens compagnons d'armes des maquis FTP des départements du Cher et de la Nièvre. Il meurt deux mois plus tard, le 28 août 1986.

## Hommages
La ville d'Aubervilliers a donné son nom à la salle de restaurant de la Résidence Hénaff en présence du maire Jacques Salvator, et du maire de Saint-Léger-Vauban avec le concours de l'ARORM, Association pour la recherche sur l'Occupation et la Résistance en Morvan, le 14 avril 2010.